# Animalize
Animalize – dwunasty album studyjny amerykańskiej grupy rockowej KISS wydany we wrześniu 1984 roku. Jest to jedyny album z udziałem gitarzysty Marka St. Johna.

## Utwory
1. "I've Had Enough (Into the Fire)" (Paul Stanley, Desmond Child) – 3:50
  - wokal – Paul Stanley
2. "Heaven’s on Fire" (Stanley, Child) – 3:18
  - wokal – Paul Stanley
3. "Burn Bitch Burn" (Gene Simmons) – 4:38
  - wokal – Gene Simmons
4. "Get All You Can Take" (Stanley, Mitch Weissman) – 3:42
  - wokal – Paul Stanley
5. "Lonely Is The Hunter" (Simmons) – 4:27
  - wokal – Gene Simmons
6. "Under the Gun" (Stanley, Eric Carr, Child) – 3:59
  - wokal – Paul Stanley
7. "Thrills in the Night" (Stanley, Jean Beauvoir) – 4:18
  - wokal – Paul Stanley
8. "While the City Sleeps" (Simmons, Weissman) – 3:39
  - wokal – Gene Simmons
9. "Murder in High Heels" (Simmons, Weissman) – 3:51
  - wokal – Gene Simmons

## Skład
- Gene Simmons – bas; wokal
- Paul Stanley – gitara rytmiczna; wokal
- Mark St. John – gitara prowadząca
- Eric Carr – perkusja; wokal wspierający

## Notowania
Album – Billboard (Ameryka Północna)
| Rok  | Lista         | Pozycja |
| ---- | ------------- | ------- |
| 1984 | Billboard 200 | 19      |

Single – Billboard (Ameryka Północna)
| Rok  | Lista             | Singel             | Pozycja |
| ---- | ----------------- | ------------------ | ------- |
| 1984 | Mainstream Rock   | "Heaven’s on Fire" | 11      |
| 1984 | Billboard Hot 100 | "Heaven’s on Fire" | 53      |

Single – Billboard (Austria)
| Rok  | Lista       | Singel            | Pozycja |
| ---- | ----------- | ----------------- | ------- |
| 1984 | Pop Singles | "Heaven’s on Fire | 62      |